# Euphorbia vestita
Euphorbia vestita är en törelväxtart som beskrevs av Pierre Edmond Boissier. Euphorbia vestita ingår i släktet törlar, och familjen törelväxter. Inga underarter finns listade i Catalogue of Life.